# Campeonato de Fútbol Femenino de Primera División A (Argentina)
El Campeonato de Fútbol Femenino de Primera División A es la máxima competición de este deporte en Argentina, que se juega oficialmente desde 1991. Está organizada por la Asociación del Fútbol Argentino.
Hasta 2015, llevaba el nombre de Campeonato de Fútbol Femenino, ya que era el único concurso en disputa. A partir de 2016, con la creación de una segunda categoría, el certamen tomó su denominación actual. El campeón clasifica a la Copa Libertadores Femenina. A su vez, dos equipos descienden a la Primera División B.
Los equipos que participan del torneo son del Área Metropolitana de Buenos Aires, La Plata, Rosario, Córdoba y San Luis. Este no es el único torneo de fútbol femenino que se desarrolla en Argentina, ya que en las distintas ligas regionales existen torneos locales. Además, se disputa el Campeonato Nacional Femenino de Equipos y Selecciones de Ligas.
El 16 de marzo de 2019, la AFA anunció el inicio de la profesionalización de la liga de fútbol femenino. Esta comenzaría a partir de la asignación de entre ocho y once contratos mensuales para las futbolistas de cada uno de los planteles que conforman actualmente la Primera División. Desde la temporada 2022 el mínimo de contratos profesionales obligatorios para cada club aumentó a quince.

## Historia
El 27 de octubre de 1991 comenzó, con ocho equipos participantes, el primer Campeonato de Fútbol Femenino. El 15 de diciembre, disputadas siete fechas, River Plate se coronó como el primer campeón. Los otros equipos que participaron en aquel torneo inaugural fueron Boca Juniors, Excursionistas, Independiente, Yupanqui, Deportivo Español, Deportivo Laferrere y Sacachispas.
En 2001 se implementó el mismo sistema que en la Primera División de Argentina, (Apertura y Clausura) consagrándose Boca Juniors.
En el Apertura 2008 San Lorenzo de Almagro rompió la hegemonía de Boca Juniors y River Plate, adjudicándose por primera vez el campeonato y clasificando (al ganarle a River el partido clasificatorio) para disputar la primera edición de la Copa Libertadores Femenina que se desarrolló en Brasil en 2009.
En el Apertura 2009, Boca Juniors salió campeón nuevamente, clasificándose a la segunda edición de la Copa Libertadores de América Femenina al vencer en el partido clasificatorio a River Plate, que se había consagrado en el Clausura 2010.
Para la temporada 2011/2012 se permitió participar por primera vez, en condición de invitados, a equipos de instituciones no afiliadas a la Asociación del Fútbol Argentino. Por esta razón se incorporaron U.B.A. y Vélez de Mercedes. En el torneo Clausura de dicha temporada se consagró por primera vez UAI Urquiza como campeón del fútbol femenino.
En la temporada 2012/2013 se incorporaron tres equipos: Excursionistas, Fénix y General Lamadrid. Estas dos últimas instituciones abandonaron la competencia al finalizar el Torneo Apertura, por lo que se les dieron por perdidos todos sus partidos para el campeonato siguiente.

### 2015
En la temporada 2015 se cambió el formato al de un torneo largo con duración de un año calendario y se sumaron tres nuevos equipos: Almagro, Liniers y Defensores del Chaco, llegando a 18 en total.

### 2016
En 2016 cambió nuevamente el torneo por la creación de la Primera División B. La primera división pasó a tener diez equipos que disputaron un torneo corto en el primer semestre, mientras que en segunda división se enfrentaron los restantes equipos inscriptos. Al final del torneo hubo un descenso (Puerto Nuevo) y tres ascensos (Atlanta, Villa San Carlos y El Porvenir), por lo que para la temporada 2016-17 la primera división tuvo doce equipos.

### 2017-18
Para la temporada 2017-18, el campeonato aumentó a 14 equipos, producto del descenso de Independiente y de los ascensos de Deportivo Morón, Excursionistas y Hebraica. Con ello, se modificó el formato del torneo, disputándose una Fase Clasificatoria con el sistema de todos contra todos a doble rueda. Los equipos ubicados entre las posiciones primera y sexta de la tabla final de posiciones clasificaron a la Copa de Oro —en la cual se determinó al campeón de la temporada— y los ubicados entre los puestos séptimo y duodécimo disputaron la Copa de Plata, ambas liguillas disputadas bajo el sistema de eliminación directa. Por otro lado, el último de la Fase Clasificatoria descendió a la Primera División B.

### 2018-19
Con el incremento a 16 equipos para el campeonato 2018-19, se determinó que los participantes sean divididos en dos zonas, en las cuales se enfrentan todos contra todos a una sola rueda, con doble fecha interzonal. A su finalización, los equipos serán divididos en dos nuevos grupos de acuerdo a sus ubicaciones en la primera fase, con los mejores clasificados disputando la Fase Campeonato, en la que se determinará al campeón, y los peores jugando la Fase Permanencia, en la que se establecerán dos descensos. También se inició la celebración de los partidos como previa a los partidos de la Superliga Argentina argentina, por ejemplo, en marzo de 2019 se jugó el clásico entre San Lorenzo de Almagro y Huracán en el Nuevo Gasómetro con victoria de San Lorenzo por 5:2 como previa del partido que disputó su contraparte masculina ante Argentinos Juniors. También se celebró en La Bombonera el partido entre Boca Juniors y Lanús, una acción enmarcada en las iniciativas que emprendió Boca Juniors por el Día Internacional de la Mujer. En esa ocasión, el Club Atlético Lanús cedió su localía con el objetivo de lograr una mayor visibilización para la disciplina.

### 2025
En el Apertura 2025 se consagra Campeón por primera vez Newell's Old Boys de Rosario, el éxito llegó al ganar en la penúltima fecha el clásico contra Rosario Central en condición de visitante por 1 a 0, proclamándose de esta manera como el primer campeón del interior del país, no solo del torneo argentino sino también de la Copa Federal.

## Equipos participantes en la edición 2025
Para la temporada 2025 participan los siguientes veinte equipos:
Nota: En cursiva los debutantes en la categoría.
| Equipo             | Localización  | Ult. temp. | Recinto(s)                                                                            | [ nota 1 ]                                                                            |
| ------------------ | ------------- | ---------- | ------------------------------------------------------------------------------------- | ------------------------------------------------------------------------------------- |
| Banfield           | Banfield      | 11.°       | Ver listaCampo de Deportes Estadio Florencio Sola Auxiliar del estadio Florencio Sola | Ver listaCampo de Deportes Estadio Florencio Sola Auxiliar del estadio Florencio Sola |
| Belgrano           | Córdoba       | 5.°        | Ver listaPredio Armando Pérez Estadio Gigante de Alberdi                              | Ver listaPredio Armando Pérez Estadio Gigante de Alberdi                              |
| Boca Juniors       | Buenos Aires  | 1.°        | Ver listaComplejo Pedro Pompilio Estadio La Bombonera Predio de Ezeiza                | Ver listaComplejo Pedro Pompilio Estadio La Bombonera Predio de Ezeiza                |
| Ferro Carril Oeste | Buenos Aires  | 9.º        | Ver listaPredio de Pontevedra Estadio Arquitecto Ricardo Etcheverri                   | Ver listaPredio de Pontevedra Estadio Arquitecto Ricardo Etcheverri                   |
| Gimnasia y Esgrima | La Plata      | 4.º        | Ver listaEstancia Chica Estadio del Bosque                                            | Ver listaEstancia Chica Estadio del Bosque                                            |
| Huracán            | Buenos Aires  | 16.º       | Ver listaLa Quemita Estadio Roberto Larrosa                                           | Ver listaLa Quemita Estadio Roberto Larrosa                                           |
| Independiente      | Avellaneda    | 12.º       | Ver listaPredio Villa Domínico Estadio Libertadores de América                        | Ver listaPredio Villa Domínico Estadio Libertadores de América                        |
| Newell's Old Boys  | Rosario       | 8.º        | Ver listaCentro Jorge B. Griffa Estadio Marcelo Bielsa                                | Ver listaCentro Jorge B. Griffa Estadio Marcelo Bielsa                                |
| Platense           | Vicente López | 13.º       | Ver listaPredio Alejandro Dolán Estadio Ciudad de Vicente López                       | Ver listaPredio Alejandro Dolán Estadio Ciudad de Vicente López                       |
| Racing Club        | Avellaneda    | 2.º        | Ver listaPredio Tita Mattiussi Estadio Presidente Perón                               | Ver listaPredio Tita Mattiussi Estadio Presidente Perón                               |
| River Plate        | Buenos Aires  | 6.º        | Ver listaRiver Camp Estadio Monumental Auxiliar del estadio Monumental                | Ver listaRiver Camp Estadio Monumental Auxiliar del estadio Monumental                |
| Rosario Central    | Rosario       | 15.º       | Ver listaCiudad Deportiva de Central Estadio Gigante de Arroyito                      | Ver listaCiudad Deportiva de Central Estadio Gigante de Arroyito                      |
| San Lorenzo        | Buenos Aires  | 3.º        | Ver listaCiudad Deportiva Estadio Nuevo Gasómetro                                     | Ver listaCiudad Deportiva Estadio Nuevo Gasómetro                                     |
| San Luis FC        | La Punta      | 10.º       | Estadio Provincial Juan Gilberto Funes                                                | Estadio Provincial Juan Gilberto Funes                                                |
| Talleres (C)       | Córdoba       | 1.º (2da)  | Boutique de Barrio Jardín                                                             | Boutique de Barrio Jardín                                                             |
| S.A.T.             | Moreno        | 14.º       | Estadio 12 de Agosto                                                                  | Estadio 12 de Agosto                                                                  |
| UAI Urquiza        | Villa Lynch   | 7.º        | Ver listaEstadio Monumental de Villa Lynch                                            | Ver listaEstadio Monumental de Villa Lynch                                            |
| Vélez Sarsfield    | Liniers       | 3.º (2da)  | Ver listaEstadio Jose Amalfitani                                                      | Ver listaEstadio Jose Amalfitani                                                      |

## Televisación
- 2015-2017: TyC Sports Play
- 2017-2018: Crónica HD
- 2019-2021: TNT Sports
- 2021-2023: TVP - DeporTV
- 2024-act: TNT Sports

## Formato
Para la temporada 2022 se estableció un sistema de todos contra todos en una sola rueda de 20 partidos, de acuerdo con el programa aprobado por la Asociación del Fútbol Argentino. El campeón clasificó a la Copa Libertadores 2023. Los 3 últimos de la tabla descendieron a la Primera División B.

## Historial

### Amateurismo
Fuente: Rec.Sport.Soccer Statistics Foundation
| Temporada                        | Campeón      | Subcampeón    |
| -------------------------------- | ------------ | ------------- |
| Campeonato de Fútbol Femenino    |              |               |
| Campeonato 1991                  | River Plate  | Boca Juniors  |
| Campeonato 1992                  | Boca Juniors | River Plate   |
| Campeonato 1993                  | River Plate  | Boca Juniors  |
| Campeonato 1994                  | River Plate  | Boca Juniors  |
| Campeonato 1995                  | River Plate  | Boca Juniors  |
| Campeonato 1996                  | River Plate  | Boca Juniors  |
| Campeonato 1997                  | River Plate  | Boca Juniors  |
| Campeonato 1998                  | Boca Juniors | River Plate   |
| Campeonato 1999                  | Boca Juniors | River Plate   |
| Campeonato 2000-01               | Boca Juniors | River Plate   |
| Apertura 2001                    | Boca Juniors | River Plate   |
| Clausura 2002                    | Boca Juniors | Independiente |
| Apertura 2002                    | River Plate  | Independiente |
| Clausura 2003                    | River Plate  | Independiente |
| Apertura 2003                    | Boca Juniors | River Plate   |
| Clausura 2004                    | Boca Juniors | River Plate   |
| Apertura 2004                    | Boca Juniors | San Lorenzo   |
| Clausura 2005                    | Boca Juniors | San Lorenzo   |
| Apertura 2005                    | Boca Juniors | San Lorenzo   |
| Clausura 2006                    | Boca Juniors | San Lorenzo   |
| Apertura 2006                    | Boca Juniors | San Lorenzo   |
| Clausura 2007                    | Boca Juniors | San Lorenzo   |
| Apertura 2007                    | Boca Juniors | River Plate   |
| Clausura 2008                    | Boca Juniors | River Plate   |
| Apertura 2008                    | San Lorenzo  | Boca Juniors  |
| Clausura 2009                    | River Plate  | Boca Juniors  |
| Apertura 2009                    | Boca Juniors | San Lorenzo   |
| Clausura 2010                    | River Plate  | Boca Juniors  |
| Apertura 2010                    | Boca Juniors | River Plate   |
| Clausura 2011                    | Boca Juniors | River Plate   |
| Apertura 2011                    | Boca Juniors | Estudiantes   |
| Clausura 2012                    | UAI Urquiza  | Boca Juniors  |
| Apertura 2012                    | Boca Juniors | River Plate   |
| Clausura 2013                    | Boca Juniors | UAI Urquiza   |
| Inicial 2013                     | Boca Juniors | San Lorenzo   |
| Final 2014                       | UAI Urquiza  | Boca Juniors  |
| Campeonato 2015                  | San Lorenzo  | UAI Urquiza   |
| Campeonato de Primera División A |              |               |
| Campeonato 2016                  | UAI Urquiza  | Boca Juniors  |
| Campeonato 2016-17               | River Plate  | Boca Juniors  |
| Campeonato 2017-18               | UAI Urquiza  | Boca Juniors  |
| Campeonato 2018-19               | UAI Urquiza  | Boca Juniors  |